# Volodymyr Jakimec'
Volodymyr Ivanovyč Jakimec' (in ucraino Володимир Іванович Якімець?; Livčyci, 3 marzo 1998) è un calciatore ucraino, centrocampista del Kryvbas Kryvyj Rih.

## Carriera

### Club
Cresciuto nel settore giovanile dello Šachtar, dal 2017 al 2019 ha fatto parte della rosa della prima squadra, con la quale non è mai stato impiegato in un incontro. Il 24 luglio 2019 ha firmato un contratto con il Karpaty, rescindendolo il 7 ottobre 2020. Il 30 ottobre 2020 si accasa al L'viv.

### Nazionale
Ha giocato nelle nazionali giovanili ucraine Under-18, Under-19 ed Under-21.

## Statistiche

### Presenze e reti nei club
Statistiche aggiornate al 29 luglio 2021.
| Stagione        | Squadra         | Campionato      | Campionato | Campionato | Coppe nazionali | Coppe nazionali | Coppe nazionali | Coppe continentali | Coppe continentali | Coppe continentali | Altre coppe | Altre coppe | Altre coppe | Totale | Totale |
| Stagione        | Squadra         | Comp            | Pres       | Reti       | Comp            | Pres            | Reti            | Comp               | Pres               | Reti               | Comp        | Pres        | Reti        | Pres   | Reti   |
| --------------- | --------------- | --------------- | ---------- | ---------- | --------------- | --------------- | --------------- | ------------------ | ------------------ | ------------------ | ----------- | ----------- | ----------- | ------ | ------ |
| 2019-2020       | Karpaty         | PL              | 9          | 0          | CU              | 0               | 0               |                    | -                  | -                  |             | -           | -           | 9      | 0      |
| 2020-2021       | L'viv           | PL              | 16         | 0          | CU              | 0               | 0               |                    | -                  | -                  |             | -           | -           | 16     | 0      |
| 2021-2022       | L'viv           | PL              | 1          | 0          | CU              | 0               | 0               |                    | -                  | -                  |             | -           | -           | 1      | 0      |
| Totale L'viv    | Totale L'viv    | Totale L'viv    | 17         | 0          |                 | 0               | 0               |                    | -                  | -                  |             | -           | -           | 17     | 0      |
| Totale carriera | Totale carriera | Totale carriera | 26         | 0          |                 | 0               | 0               |                    | -                  | -                  |             | -           | -           | 26     | 0      |